# Tomomi Abiko
Tomomi Abiko (jap. 我孫子智美 Abiko Tomomi; ur. 17 marca 1988 w Kusatsu, w Prefekturze Shiga) – japońska lekkoatletka specjalizująca się w skoku o tyczce.

## Osiągnięcia
- 10. miejsce w mistrzostwach świata juniorów młodszych (Marrakesz 2005)
- 7. lokata podczas mistrzostw świata juniorów (Pekin 2006)
- brązowy medal igrzysk Azji Wschodniej (Hongkong 2009)
- brąz igrzysk azjatyckich (Kanton 2010)
- złoto halowych mistrzostw Azji (Hangzhou 2014)
- srebro igrzysk azjatyckich (Inczon 2014)
- brązowy medal mistrzostw Azji (Wuhan 2015)
- brąz halowych mistrzostw Azji (Doha 2016)
- medalistka mistrzostw kraju

W 2012 reprezentowała Japonię na igrzyskach olimpijskich w Londynie. 19. miejsce w eliminacjach nie dało jej awansu do finału.

## Rekordy życiowe
- skok o tyczce (stadion) – 4,40 (2012), rekord Japonii
- skok o tyczce (hala) – 4,30 (2014)